# Toledo (Antioquia)
Toledo es un municipio de Colombia, localizado en la subregión Norte del departamento de Antioquia. Su zona rural está conformada por 18 veredas y 2 corregimientos. Su clima es templado debido a su altitud sobre el nivel del mar(1850 m.s.n.m), sin embargo Toledo tiene la peculiaridad de poseer los 3 pisos térmicos;frío en su corregimiento Buenavista; templado en su cabecera municipal; y cálido en su corregimiento El Valle. Limita por el norte con los municipios de Ituango y Briceño, por el este con los municipios de Briceño, Yarumal y San Andrés de Cuerquia, por el sur con San Andrés de Cuerquia y por el oeste con el municipio de Sabanalarga. Su cabecera dista 164 kilómetros de la ciudad de Medellín, capital del departamento de Antioquia. El municipio posee una extensión de 139 kilómetros cuadrados.
Está ubicado en medio de paisajes apacibles de diferentes tonalidades de verde con temperaturas frescas.

## Historia
En la región del norte antioqueño comprendida por los territorios de los municipios de Toledo y su vecino San Andrés de Cuerquia, antes de llegar los conquistadores, mediando el siglo XVI, habitaban etnias indígenas Nutabes, gobernados por el Cacique Guarcama. Los Nutabes eran tribus de la familia más amplia de los Caribes.
En 1573 llegan los españoles al mando de Andrés de Valdivia. En 1582 se funda en el lugar el poblado de San Andrés del Cauca, como homenaje al conquistador Valdivia. Inicialmente, el gobierno español adjudicó las tierras de estos dos municipios al capitán español Francisco López de Rúa. Se considera como fecha oficial de fundación el año de 1757.
En 1853 se funda en el lugar el caserío de Toldas, que por 1880 adquiere importancia al establecerse aquí varias familias provenientes de San Andrés de Cuerquia. En 1891 se crea, de parte de la municipalidad de San Andrés de Cuerquia, el corregimiento de Toledo. En 1912 es erigido municipio con el nombre de Córdoba, separándose de San Andrés de Cuerquia. En 1915, por petición popular, el municipio cambia el nombre de Córdoba por el de Toledo, por disposición de la Asamblea Departamental de Antioquia.
Toledo es aún un pequeño pueblo de clima templado pero acogedor, donde la gran mayoría de sus habitantes, viven en las zonas rurales.Las actividades más frecuentes que practican sus visitantes son la pesca deportiva, y las visitas al río "San Andrés" y al río Cauca. 

## Generalidades
- Fundación: El 19 de enero de 1757.
- Erección en municipio: ordenanza 33 de 1912.
- Fundadores: Colonos.
- Apelativo: "Pueblo de Titanes".

Se une por carretera con los municipios de Ituango y San Andrés de Cuerquia.

## División político-administrativa
Además de su Cabecera municipal. Toledo tiene bajo su jurisdicción los siguientes corregimientos (de acuerdo a la Gerencia departamental):
- Buenavista
- El Valle

## Demografía
Población Total: 4 993 hab. (2018)
- Población Urbana: 1 700
- Población Rural: 3 293

Alfabetismo: 80.0% (2005)
- Zona urbana: 87.9%
- Zona rural: 77.5%

### Etnografía
Según las cifras presentadas por el DANE del censo 2005, la composición etnográfica del municipio es: 
- Mestizos & blancos (99,9%)
- Afrocolombianos (0,1%)

## Economía
- Agricultura: Café, Frutales, Aguacate, Fríjol, Plátano
- Ganadería: Lechera
- Minería
- Comercio.

## Fiestas
- Fiestas de la Virgen del Carmen, 16 de julio
- Semana Santa, sin fecha fija en marzo o abril
- Fiestas de las toldas toledanas en el mes de noviembre

## Gastronomía
Son especialidades de este distrito las chuletas, el pescado en muchas variedades y las arepas de chócolo con quesito antioqueño
También se ofrecen cocina típica tradicional paisa y asados.

## Sitios de interés
- Parque Principal
- Iglesia San Juan Nepomuceno
- Parque de Las Melenas en la vereda El Moral
- La Llanada, para caminatas ecológicas y camping
- Valle de Guarcama y Pescadero
- Parque Cementerio La Esperanza.